# Ga Ấm Thượng
Ga Ấm Thượng là một nhà ga xe lửa tại thị trấn Hạ Hòa, huyện Hạ Hòa, tỉnh Phú Thọ. Nhà ga là một điểm của đường sắt Hà Nội - Lào Cai và nối với ga Vũ Ẻn với ga Đoan Thượng.